# Bert De Waele
Bert De Waele (Deinze, 21 juli 1975) is een voormalig Belgische wielrenner. Hij maakte als professional in 2000 zijn debuut en stopte in 2012 met de profsport. Na zijn profcarrière neemt hij frequent deel aan duatlonwedstrijden, waar hij een vaste waarde betekent bij de subtop.
Na zijn wielercarrière ging De Waele aan de slag bij de bank Crelan, sponsor van de wielerploegen rond Sven Nys, Wout van Aert en Sanne Cant. Hierdoor blijf hij indirect een link houden met het wielermilieu.

## Overwinningen
2000
- Univest Grand Prix
- Gent-Ieper

2003
- Ronde van de Doubs

2004
- GP Cholet-Pays de Loire
- Omloop van het Houtland

2007
- De Drie Zustersteden
- GP van Wallonië
- Oostrozebeke

2009
- 4e etappe Ronde van België[2]

2011
- 2e etappe Parijs-Corrèze

2012
- Herfstcriterium Oostrozebeke[3]

## Resultaten in voornaamste wedstrijden
| Jaar | Ronde van Vlaanderen | Amstel Gold Race | Luik-Bast.‑Luik | Waalse Pijl | Parijs-Brussel |  | WK op de weg |  | Wereldranglijsten |
| ---- | -------------------- | ---------------- | --------------- | ----------- | -------------- |  | ------------ |  | ----------------- |
| 2000 |                      |                  |                 |             | 77e            |  |              |  |                   |
| 2004 | 91e                  |                  | 67e             | 43e         |                |  |              |  |                   |
| 2005 | 19e                  | 95e              | 99e             | 47e         | 41e            |  |              |  |                   |
| 2006 |                      |                  | 78e             | 48e         | 26e            |  |              |  |                   |
| 2007 | 50e                  |                  | 83e             | 26e         | 20e            |  |              |  |                   |
| 2008 | 35e                  | 47e              | 19e             | 12e         | 4e             |  |              |  |                   |
| 2009 | 10e                  | 57e              | 96e             | 17e         | 89e            |  | 39e          |  | 201e (UWK)        |
| 2010 |                      | 4e               | 53e             | 11e         |                |  |              |  | 98e (UWK)         |
| 2011 |                      | 43e              |                 | 14e         | 53e            |  |              |  |                   |
| 2012 | 42e                  | 89e              | 49e             | 27e         |                |  |              |  |                   |